# Federal-Express-Flug 910
Am 28. Oktober 2016 verunglückte auf dem Federal-Express-Flug 910 (Flugnummer: FX910) ein Frachtflugzeug des Typs McDonnell Douglas DC-10 bei der Landung auf dem Fort Lauderdale-Hollywood International Airport. Aufgrund der Schadenshöhe wurde das 44 Jahre alte Flugzeug als Totalverlust abgeschrieben. Die zwei Besatzungsmitglieder überlebten den Zwischenfall ohne schwere Verletzungen.

## Flugzeug
Die McDonnell Douglas DC-10-10 (Kennzeichen: N370FE, c/n: 46608, s/n: 26) war am 5. März 1972 an United Air Lines als Passagierflugzeug ausgeliefert worden. Das Logistikunternehmen Federal Express übernahm die Maschine am 25. Oktober 1997 und ließ sie im Jahr 1999 in ein Frachtflugzeug umbauen. Im Jahr 2003 erhielt das Flugzeug eine Cockpit-Modifikation (siehe MD-10), wodurch es mit nur zwei Piloten und ohne zusätzlichen Flugingenieur betrieben werden konnte.

## Unfallhergang
Das Flugzeug absolvierte einen planmäßigen Frachtflug vom Memphis International Airport zum Fort Lauderdale-Hollywood International Airport, wo es um 17:50 Uhr Ortszeit landete. Beim Aufsetzen auf der Bahn 10L brach das linke Hauptfahrwerk, so dass das linke Triebwerk Bodenkontakt bekam. Durch die Beschädigung des  Triebwerkspylons brach Feuer aus. Die DC-10 kam 1934 Meter hinter der Landeschwelle am Bahnrand zum Stillstand. Hier erfolgte 75 Sekunden später eine Tankexplosion im äußeren Teil der linken Tragfläche. Die Flughafenfeuerwehr erreichte das Flugzeug knapp zwei Minuten später.